# Vindegij Mijn Gat (Ni te Dik in deze Rok)
Vindegij Mijn Gat (Ni te Dik in deze Rok) is het debuutalbum van de Belgische band Clement Peerens Explosition uit 1999.
Het album was cd van de week in april 1999 van Het Belgisch Pop & Rock Archief.
Er verschenen voorafgaand twee ep's, met name Foorwijf en Dikke Lu. Daarnaast verscheen de single Asbak (van Sid Vicious).  Titeltrack van het album was Vindegij Mijn Gat (Ni te Dik in deze Rok) Het album bevatte een cover van Beats of Love van Nacht und Nebel, hiervoor werd een beroep gedaan op Daisy Aertbeliën.
Het album stond 20 weken in de Ultratop 200 Albums van 1 mei 1999 tot 11 september 1999 en bereikte haar hoogste positie (3de) op 15 mei 1999. De ep Foorwijf, die het album voorafging in 1995, kwam binnen in de hitparade op 1 april 1995, alwaar het 12 weken verbleef met een hoogste ranking van 18e.

## Tracklist
Het album bevatte volgende nummers:
1. Vindegij Mijn Gat (Ni te Dik in deze Rok)
2. Boecht van Dunaldy
3. Zagen
4. Filiaal van de Hel
5. Dikke Lu
6. Loeten
7. 't Is Altijd Iets met die Wijven
8. Asbak (van Sid Vicious)
9. Maar Niet met Mij
10. Foorwijf
11. Pinokkio
12. Als Ik Er Ene Geef
13. Beats of Love

## Meewerkende muzikanten
- Muzikanten:
  - Clement Peerens (gitaar, zang)
  - Daisy Aertbeliën (zang)
  - Sylvain Aertbeliën (basgitaar)
  - Vettige Swa (drums)